# Ischnogyne mandarinorum
Ischnogyne mandarinorum – gatunek roślin z monotypowego rodzaju Ischnogyne z rodziny storczykowatych (Orchidaceae). Występuje w południowo-centralnych Chinach, w prowincjach Kuejczou, Shaanxi, Gansu, Hubei i Syczuan. Rosną w górskich lasach na wysokościach od 700 do 1600 m n.p.m.

## Morfologia
Rośliny epifityczne lub litofityczne. Pseudobulwy cylindryczne i rosnące blisko siebie. Liście lancetowate do eliptycznych. Kwiatostan z jednym kwiatem. Kwiaty odwrócone, białe, warżka biała z dwiema fioletowymi plamkami u nasady.

## Systematyka
Gatunek sklasyfikowany do rodzaju Ischnogyne, do podplemienia Coelogyninae w plemieniu Arethuseae, podrodzina epidendronowe (Epidendroideae), rodzina storczykowate (Orchidaceae), rząd szparagowce (Asparagales) w obrębie roślin jednoliściennych.
W 2021 gatunek został zakwalifikowany i przeniesiony do rodzaju Coelogyne.